# 赤道纪念碑
赤道纪念碑位于印尼西加里曼丹省首府坤甸，距离市中心约3公里，标志着南半球和北半球之间的分界线：赤道。在全世界赤道穿过的十多个国家里，建有赤道纪念碑的仅有两个，坤甸的赤道纪念碑便是其中之一 。 

## 历史
第一座赤道纪念碑由荷兰的地理学家建于1928年，1930完成，1990年增建圆顶保护原碑，使其规模达到其原始大小的五倍。1991年9月21日隆重开幕。